# Marinus Valentijn
Marinus Valentijn (St. Willebrord, 21 oktober 1900 – St. Willebrord, 3 november 1991) was een Nederlands wegwielrenner.
Hij was professioneel wielrenner van 1931 tot 1939. Zijn meest in het oog springende resultaten waren zijn twee overwinningen op het Nederlands Kampioenschap wielrennen op de weg bij de elite in 1932 en 1935 en een derde plaats bij het wereldkampioenschap wielrennen op de weg in 1933.  In 1932 was hij al eens zesde bij het WK. Naar aanleiding van zijn prestatie op het WK van 1932 begonnen de Nederlandse wielrenners na te denken over deelname van een Nederlandse ploeg in de Tour de France. Ook werd voorgenomen om Valentijn als touriste-routier te laten deelnemen aan de Tour, wat hem de eerste Nederlandse deelnemer aan de Tour de France zou hebben gemaakt.
Valentijn was als wegwielrenner een pionier voor het Nederlandse wielrennen in het buitenland. Deelname aan de Tour de France is nooit gelukt. Wel deed hij met Gerrit van de Ruit als enige Nederlander mee aan de eerste Ronde van Spanje in 1935, waar hij een verdienstelijke tiende plaats behaalde in het eindklassement.

## Belangrijkste overwinningen
1929
- Den Haag-Brussel

1930
- Den Haag-Brussel

1932
- Nederlands kampioenschap wielrennen op de weg, elite
- Ronde van West-Brabant

1935
- Nederlands kampioenschap wielrennen op de weg, elite

## Resultaten in voornaamste wedstrijden
| Jaar | Ronde van Italië | Ronde van Frankrijk | Ronde van Spanje |
| ---- | ---------------- | ------------------- | ---------------- |
| 1932 |                  |                     |                  |
| 1933 |                  |                     |                  |
| 1934 |                  |                     |                  |
| 1935 |                  |                     | 10e              |

| Jaar | Ronde van Vlaanderen |  | WK op de weg |
| ---- | -------------------- |  | ------------ |
| 1932 | 16e                  |  | 6e           |
| 1933 |                      |  | ↑            |
| 1934 | 14e                  |  | 11e          |
| 1935 |                      |  |              |